# 日本科学技術振興財団
公益財団法人日本科学技術振興財団（にほんかがくぎじゅつしんこうざいだん、英: Japan Science Foundation）は、1960年4月19日に科学技術水準の向上に寄与することを目的とする民間の中枢機関として設立された日本の公益財団法人。「科学技術館」の運営母体であり、「所沢航空発祥記念館」の指定管理者でもある。

## 概要
科学技術館運営部、人財育成部、航空記念館運営部、情報システム開発部、施設運営部の各部門が運営されている。
また科学技術学園高等学校（学校法人科学技術学園）の設立母体でもある。
公益法人制度改革に伴い、2011年4月1日に公益財団法人に移行した。

## 人財育成部
人財育成部は、本物の科学や技術に一般の人が触れる事ができるような普及啓発活動を行っている。
- 「青少年のための科学の祭典」などは、同部の事業である。